# Pimelodus maculatus
Pimelodus maculatus, llamado comúnmente '"bagre amarillo"', es una especie de peces de la familia Pimelodidae en el orden de los Siluriformes.

## Morfología
Los machos pueden llegar alcanzar los 51 cm de longitud total.

## Distribución geográfica
Se encuentran en Sudamérica: Cuenca del Río de la Plata y San Francisco.

## Pesca Deportiva
La pesca deportiva del Bagre Amarillo es muy común en Uruguay. Donde se lo captura comúnmente en la costa del Río de la Plata desde Montevideo hacia el oeste, y en ríos y arroyos del interior del país. En Montevideo el camarón es una carnada común para capturarlo, mientras en agua dulce funciona mejor la lombriz. En la provincia de Entre Ríos, Argentina, la carnada por excelencia para su captura, es el tripero de sábalo.